# Monenchodesmus admarinus
Monenchodesmus admarinus är en mångfotingart som beskrevs av Chamberlin 1957. Monenchodesmus admarinus ingår i släktet Monenchodesmus och familjen Dalodesmidae. Inga underarter finns listade i Catalogue of Life.